# Samorząd Regionu Derom ha-Szaron
Samorząd Regionu Derom ha-Szaron (hebr. מועצה אזורית דרום השרון) – samorząd regionu położony w Dystrykcie Centralnym, w Izraelu.
Samorządowi podlegają osady rolnicze położone na równinie Szaron.

## Osiedla
Samorządowi podlega 7 kibuców, 21 moszawów i 4 wioski.

### Kibuce
| - Enat - Ejal - Giwat ha-Szelosza - Choreszim | - Nachszonim - Nir Elijjahu - Ramat ha-Kowesz |

### Moszawy
| - Adanim - Eliszama - Gan Chajjim - Ganne Am - Gat Rimmon - Giwat Chen - Chagor - Kefar Malal - Kefar Ma’as - Kefar Sirkin | - Magszimim - Newe Jamin - Newe Jarak - Ramot ha-Szawim - Sede Chemed - Sede Warburg - Cur Natan - Cofit - Jarchiw - Jarkona |

### Wioski
| - Bet Berl - Mattan | - Nirit - Cur Jicchak |

## Galeria

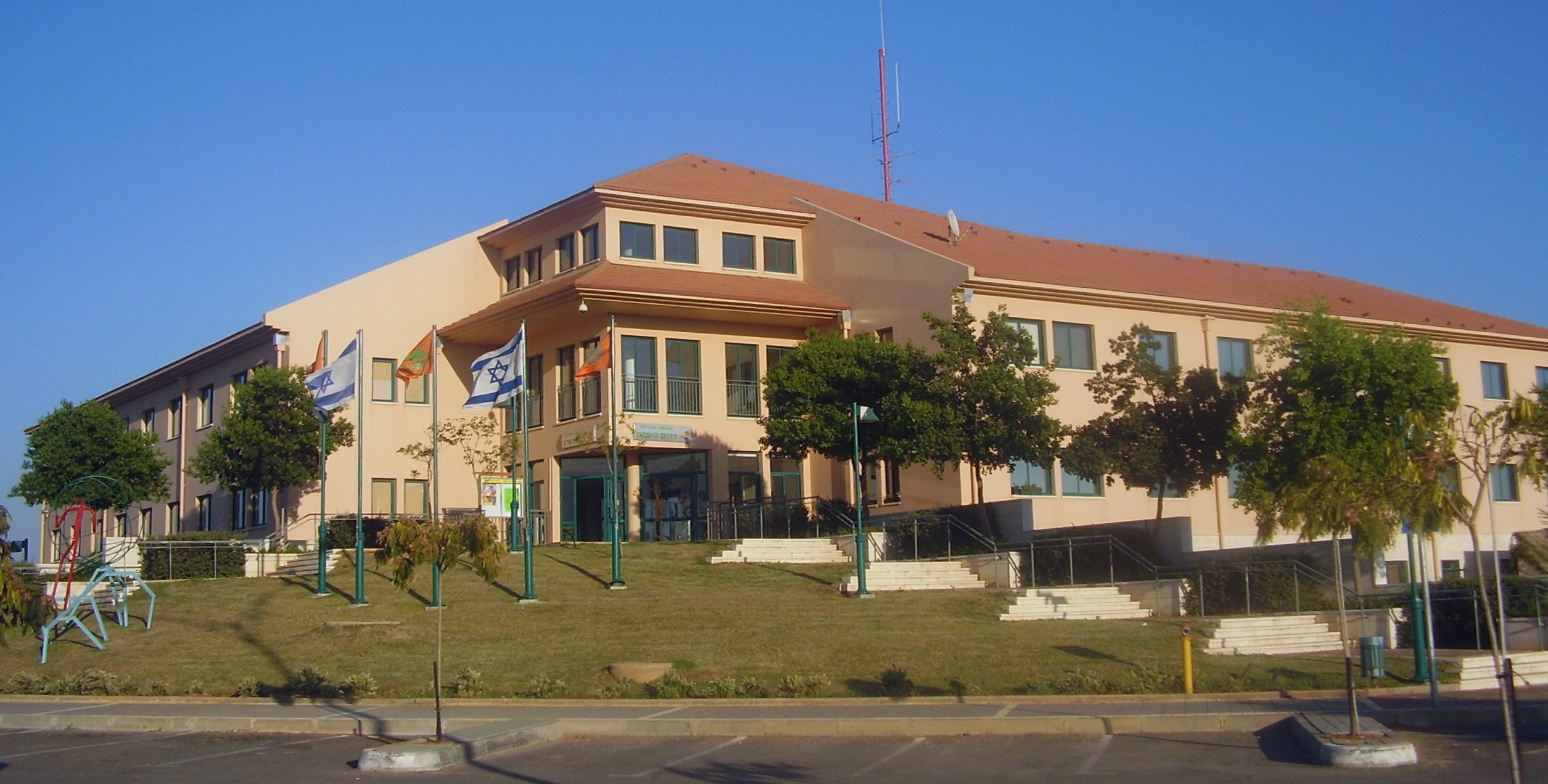
Budynek administracji Samorządu Regionu Derom ha-Szaron.
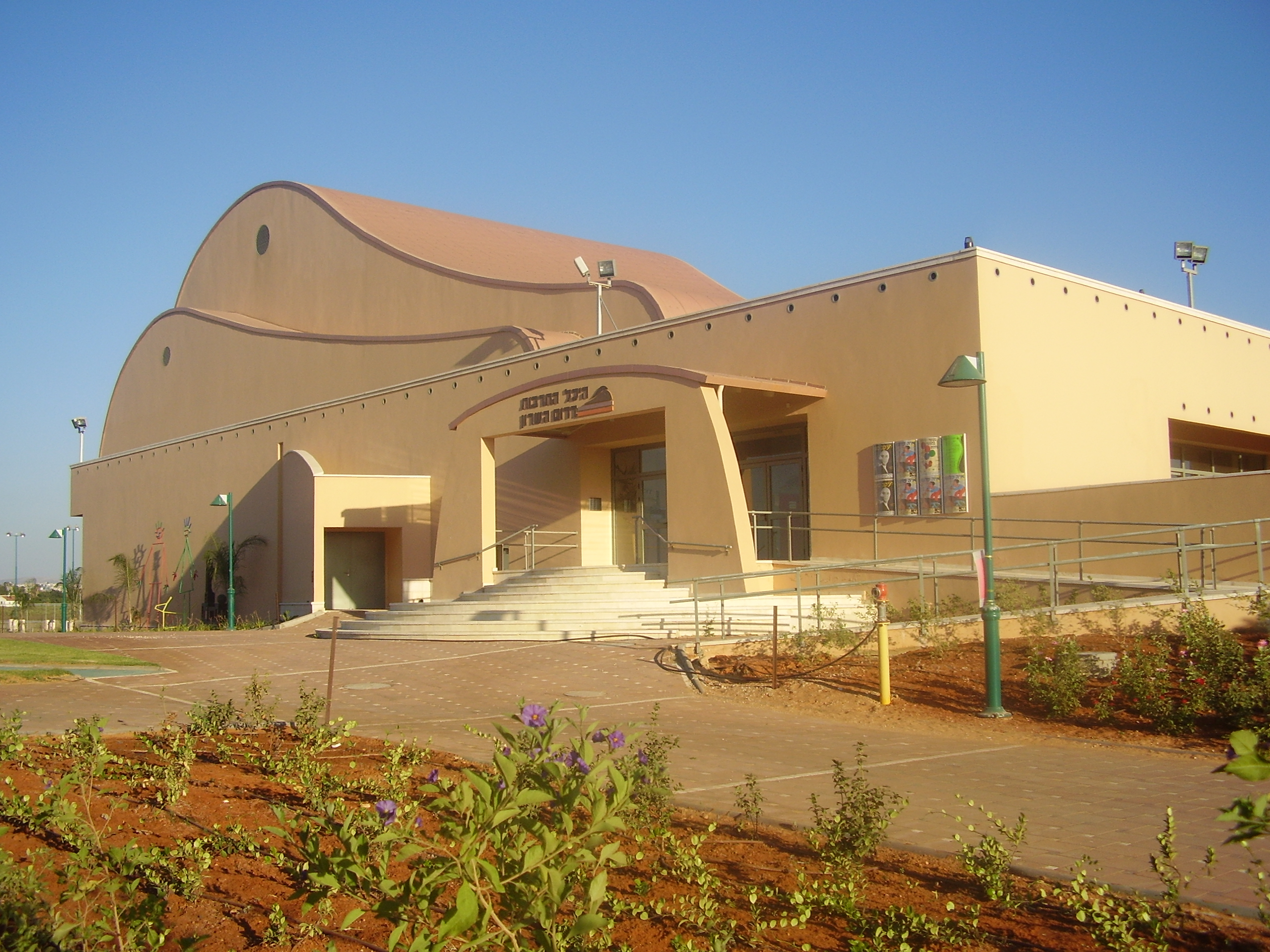
Audytorium Samorządu Regionu Derom ha-Szaron.